# Liste der Mitglieder des Landtags des Herzogtums Sachsen-Altenburg (1913–1919)
Diese Liste gibt einen Überblick über alle Mitglieder des Landtages des Herzogtums Sachsen-Altenburg von 1913 bis 1919.

## Allgemeines
Die Abgeordneten wurden gemäß dem Wahlgesetz vom 31. Mai 1870 bestimmt. Der Landtag bestand danach aus 30 direkt gewählten Abgeordneten: Neun Abgeordnete wurden von der Stadtbevölkerung, zwölf von der Landbevölkerung und neun von den Höchstbesteuerten gewählt. Das passive Wahlrecht hatte jeder steuerpflichtige männliche Staatsbürger, der das 25. Lebensjahr erreicht hat. Die Abgeordneten wurden für drei Jahre gewählt. Die Wahlen für diese Legislaturperiode fanden am 6. Februar 1913 statt.
Bedingt durch den Ersten Weltkrieg kam es nach Ablauf der dreijährigen Wahlperiode nicht zu Neuwahlen. Stattdessen wurde die Amtsdauer des Landtags mehrfach verlängert.

## Liste
| Name                       | Kurie            | Wahlbezirk          |                | Beschreibung                                                                        |
| -------------------------- | ---------------- | ------------------- | -------------- | ----------------------------------------------------------------------------------- |
| Edmund Schmidt             | Höchstbesteuerte | 1                   | Altenburg      | Fabrikbesitzer, Geheimer Kommerzienrat                                              |
| Hermann Donath             | Höchstbesteuerte | 2                   | Schmölln       | Fabrikbesitzer, Geheimer Kommerzienrat                                              |
| Theodor Köhler             | Höchstbesteuerte | 3                   | Petsa          | Gutsbesitzer                                                                        |
| Veit Adolf von Seckendorff | Höchstbesteuerte | 4                   | auf Meuselwitz | Fideikommissbesitzer, Kammerherr                                                    |
| Ernst von Thümmel          | Höchstbesteuerte | 5                   | Röddenitz      | Rittergutsbesitzer                                                                  |
| Bernhard Heitzsch          | Höchstbesteuerte | 6                   | Pontewitz      | Gutsbesitzer                                                                        |
| Wilhelm Manig              | Höchstbesteuerte | 7                   | Eisenberg      | Fabrikbesitzer                                                                      |
| Achim von Beust            | Höchstbesteuerte | 8                   | auf Serba      | Rittergutsbesitzer                                                                  |
| Oskar Günther              | Höchstbesteuerte | 9                   | Uhlstädt       | Holzhändler                                                                         |
| Gustav Oßwald              | Städte & Land    | 1, 1. Abteilung     | Altenburg      | Oberbürgermeister                                                                   |
| Rudolf Hase                | Städte & Land    | 1, 2. Abteilung (A) | Altenburg      | Rechtsanwalt und Notar                                                              |
| Karl Mehnert               | Städte & Land    | 1, 2. Abteilung (B) | Altenburg      | Rechtsanwalt                                                                        |
| Alfred Metzschke           | Städte & Land    | 1, 3. Abteilung (A) | Altenburg      | Verbandsvorsitzender                                                                |
| Max Wunderlich             | Städte & Land    | 1, 3. Abteilung (B) | Altenburg      | Kassierer                                                                           |
| Kurt Geier                 | Städte & Land    | 2, 1. Abteilung     | Ronneburg      | Bürgermeister                                                                       |
| Otto Schaller              | Städte & Land    | 2, 2. Abteilung     | Meuselwitz     | Schleifermeister                                                                    |
| Heinrich Dilreiter         | Städte & Land    | 2, 3. Abteilung     | Altenburg      | Redakteur                                                                           |
| Moritz Menzel              | Städte & Land    | 2, 3. Abteilung     | Schmölln       | Geschäftsführer. Wurde in einer Ergänzungswahl am 3. November für Dilreiter gewählt |
| Franz Kühn                 | Städte & Land    | 3, 1. Abteilung     | Monstab        | Amtsvorsteher                                                                       |
| Paul Schmidt               | Städte & Land    | 3, 2. Abteilung     | Rositz         | Amtsvorsteher                                                                       |
| Heinrich Pietzsch          | Städte & Land    | 3, 3. Abteilung     | Meuselwitz     | Markthelfer                                                                         |
| Alfred Reichardt           | Städte & Land    | 4, 1. Abteilung     | Kauern         | Rittergutsbesitzer                                                                  |
| Julius Fritzsche           | Städte & Land    | 4, 2. Abteilung     | Zschernitz     | Gutsbesitzer                                                                        |
| Karl Rößler                | Städte & Land    | 4, 3. Abteilung     | Altenburg      | Gewerkschaftsbeamter                                                                |
| Paul Ammer                 | Städte & Land    | 5, 1. Abteilung     | Roda           | Pastor                                                                              |
| Rudolf Goedecke            | Städte & Land    | 5, 1. Abteilung     | Roda           | Bürgermeister. Wurde in einer Ergänzungswahl am 10. November für Ammer gewählt      |
| Julius Herrmann            | Städte & Land    | 5, 2. Abteilung     | Kahla          | Rektor                                                                              |
| Emil Böhme                 | Städte & Land    | 5, 3. Abteilung     | Hartmannsdorf  | Kaufmann                                                                            |
| Erwin Baum                 | Städte & Land    | 6, 1. Abteilung     | Rauschwitz     | Gutsbesitzer                                                                        |
| Franz Böttcher             | Städte & Land    | 6, 2. Abteilung     | Reichenbach    | Landwirt                                                                            |
| Berthold Faulian           | Städte & Land    | 6, 3. Abteilung     | Eisenberg      | Expedient                                                                           |
| Adolf Bolz                 | Städte & Land    | 7, 1. Abteilung     | Rausdorf       | Rentner                                                                             |
| Robert Stockmann           | Städte & Land    | 7, 2. Abteilung     | Zwabitz        | Gutsbesitzer                                                                        |
| Richard Klaus              | Städte & Land    | 7, 3. Abteilung     | Obergneus      | Gutsbesitzer                                                                        |